# ステファン・ゼイビア
ステファン・ゼイビア（Stephen Xavier）は香港の男子陸上競技選手。専門は短距離走。
1954年にマニラで開催されたアジア競技大会に出場し、200mで銅メダルを獲得した。このメダルはアジア競技大会における香港初めてのメダルで、この大会唯一のメダルでもあった。